# جواو فرنسيسكو
جواو فرنسيسكو (بالبرتغالية: João Francisco Nóbrega da Silva) هو مدرب كرة قدم ولاعب كرة قدم برازيلي، ولد في 28 يناير 1947 في Mangaratiba ‏ في البرازيل. لعب مع نادي فلامنغو.